# Mesa de Ocaña
La Mesa de Ocaña és una comarca de la província de Toledo situada al nord-est de la demarcació. El cap comarcal és Ocaña.
Limita al nord amb la vega d'Aranjuez (Comarca de Las Vegas), al sud, amb los Yébenes i la Mancha de Toledo; a l'Oest, Toledo, i a l'Est, la Mancha de Toledo i la Mancha de Cuenca.

## Municipis
- Ocaña
- Santa Cruz de la Zarza
- Yepes
- Noblejas
- Ontígola
- Villarrubia de Santiago
- Villatobas
- Villasequilla
- Dosbarrios
- La Guardia
- Huerta de Valdecarábanos
- Ciruelos
- Cabañas de Yepes